# タイミングチェーンカバー
タイミングチェーンカバー (Timing chain cover) またはタイミングチェーンケース (Timing chain case) は、4ストローク機関のカムシャフト駆動機構を被覆（カバー）する部品ないし収容部（ケース）である。

## 概要
高回転エンジンのカムシャフト駆動機構にタイミングチェーン、またはすべてギア（カムギアトレーン）が用いられる場合には、連続して潤滑油を供給する必要性から機構全体がエンジン潤滑系に取込まれるが、機構自体はエンジン外であるため、これを密封し潤滑油の飛散や無駄な流出を防止する目的でガスケットを挟んで取付けられる。素材は鋳鉄やプレス整形鋼板、アルミダイカストなどが用いられる。また、カムシャフト駆動機構にタイミングベルトを用いる場合は潤滑不要であるため、同概念の部品は基本的に存在しないが、乗用車などのエンジンでは高速で稼働する機構に過って触れるなどの事故や、環境に起因する故障を防止する目的で取付けられる。この場合は素材に合成樹脂が用いられることが多い。
サイドバルブ式とオーバーヘッドバルブ式では、エンジン外に突き出たクランクシャフト延長上のギアとシリンダー下端のカムシャフトギアまでを覆うのみであるが、オーバーヘッドカムシャフト式（SOHCまたはDOHC）では、シリンダーヘッド上のカムシャフトまで駆動機構が続くことから、シリンダー前部をほぼすべて覆い、上端はロッカーカバーと密着する大型部品となる。

## 名称
国内の多くの自動車製造者はタイミングチェーンカバーとしており、三菱自動車のみタイミングチェーンケースとしているが、タイミングベルトの被覆は全製造者がタイミングベルトカバー (Timing belt cover) としている。日本国外では機構の種類に関わらず単にカバーとする製造者もある。
また、カムシャフト駆動機構に加えて各種補器類の駆動機構を同時に被覆する場合もあり、それらはエンジンの前側（フロント）となることからフロントカバー (Front cover) とも呼ばれる。